# Káča (hračka)
Káča, také vlček, vlk, čamrda, čamrhoun je hračka, založená na principu gyroskopického efektu setrvačníku, což umožňuje rotujícímu tělesu stát na špici. Původně bývala káča vyráběna ze dřeva, v dnešní době se často uplatňují i další materiály, zejména kovy nebo plasty.

## Způsob hry
Cílem hry je káču stojící na špičce roztočit tak, aby se vydržela točit co nejdéle. Pro dosažení dlouhé doby točení je důležitá kvalita káči, zejména její hrot, vyvážení a povrch s nízkým aerodynamickým třením. V moderním akrobatickém káčování se pak rotující káča ovládá rukama prostřednictvím provázku (šňůry).
Ukázky káč a vlčků

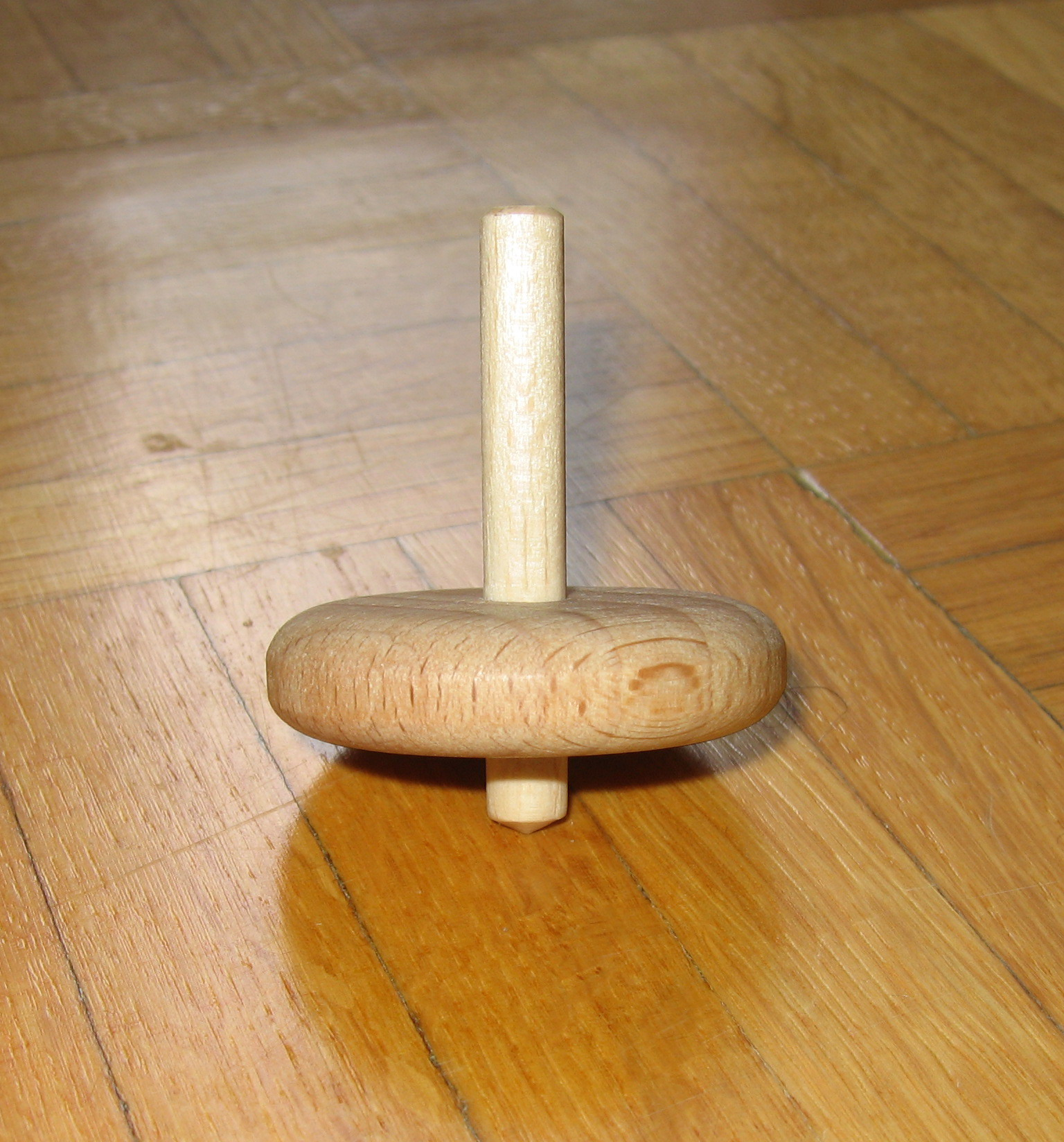
Káča s dříkem
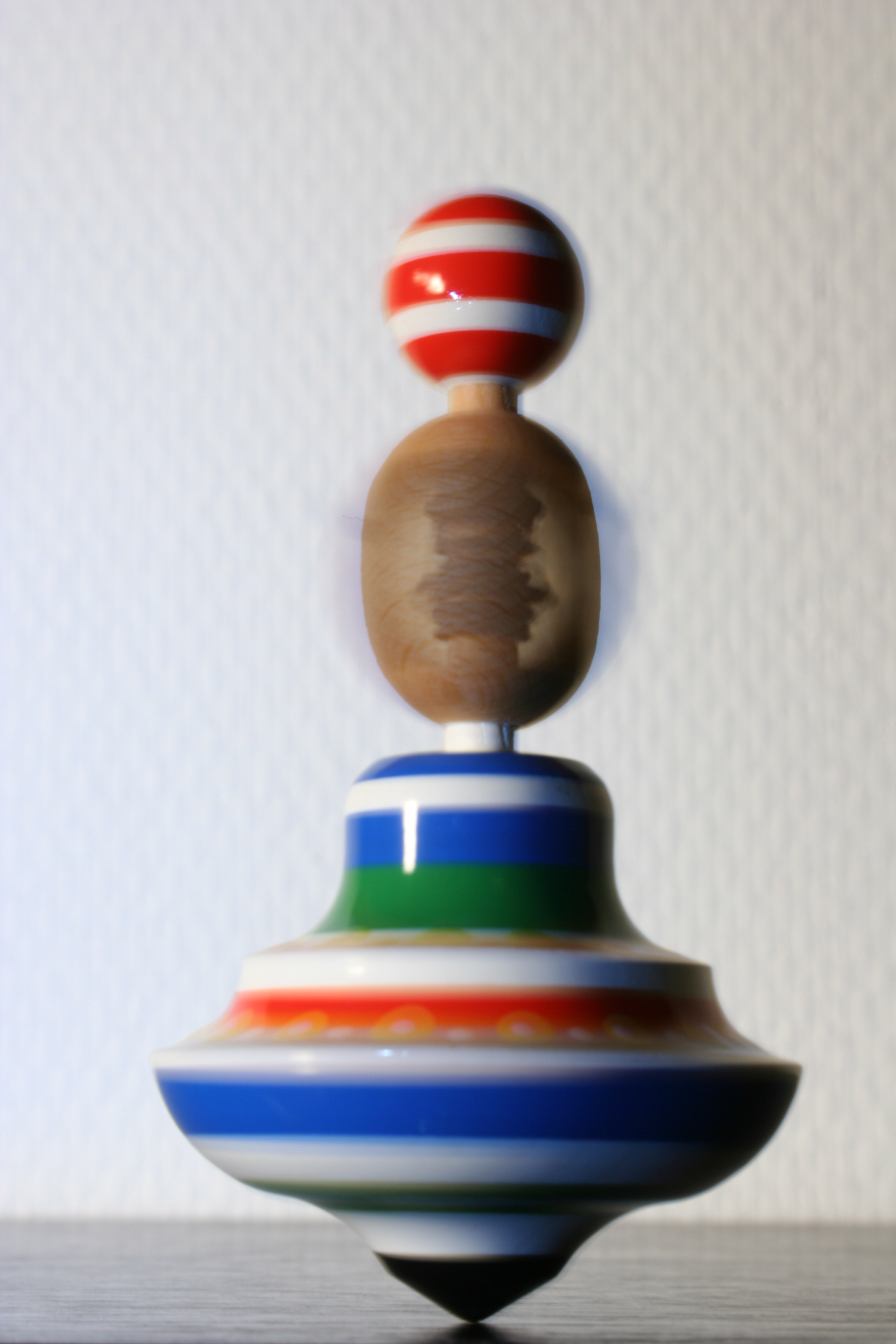
Rotující mechanická káča
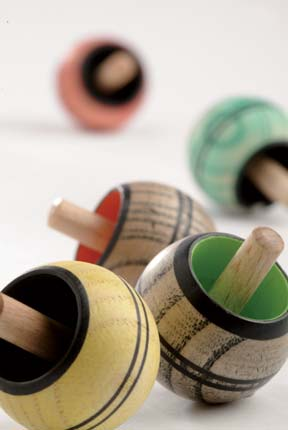
Čínské káči s dříkem
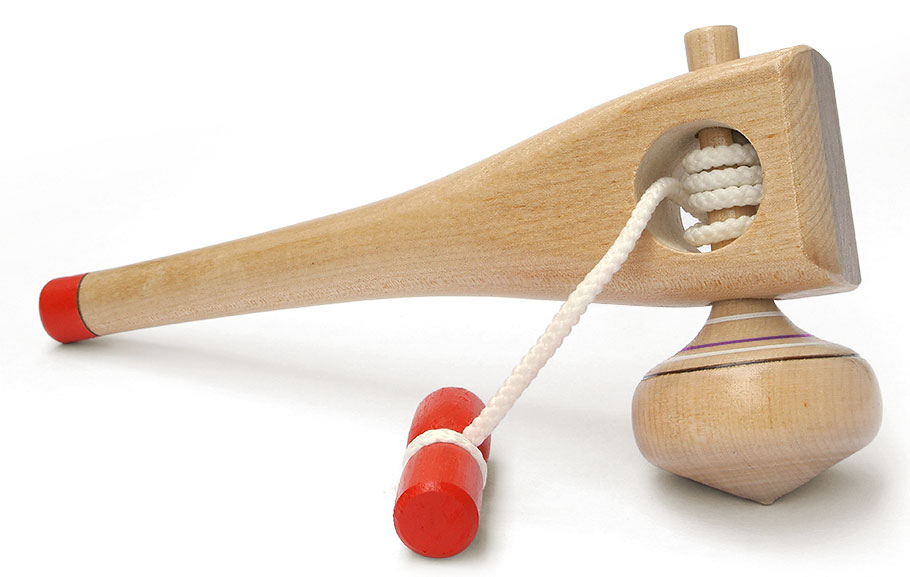
Káča s roztáčecím držákem
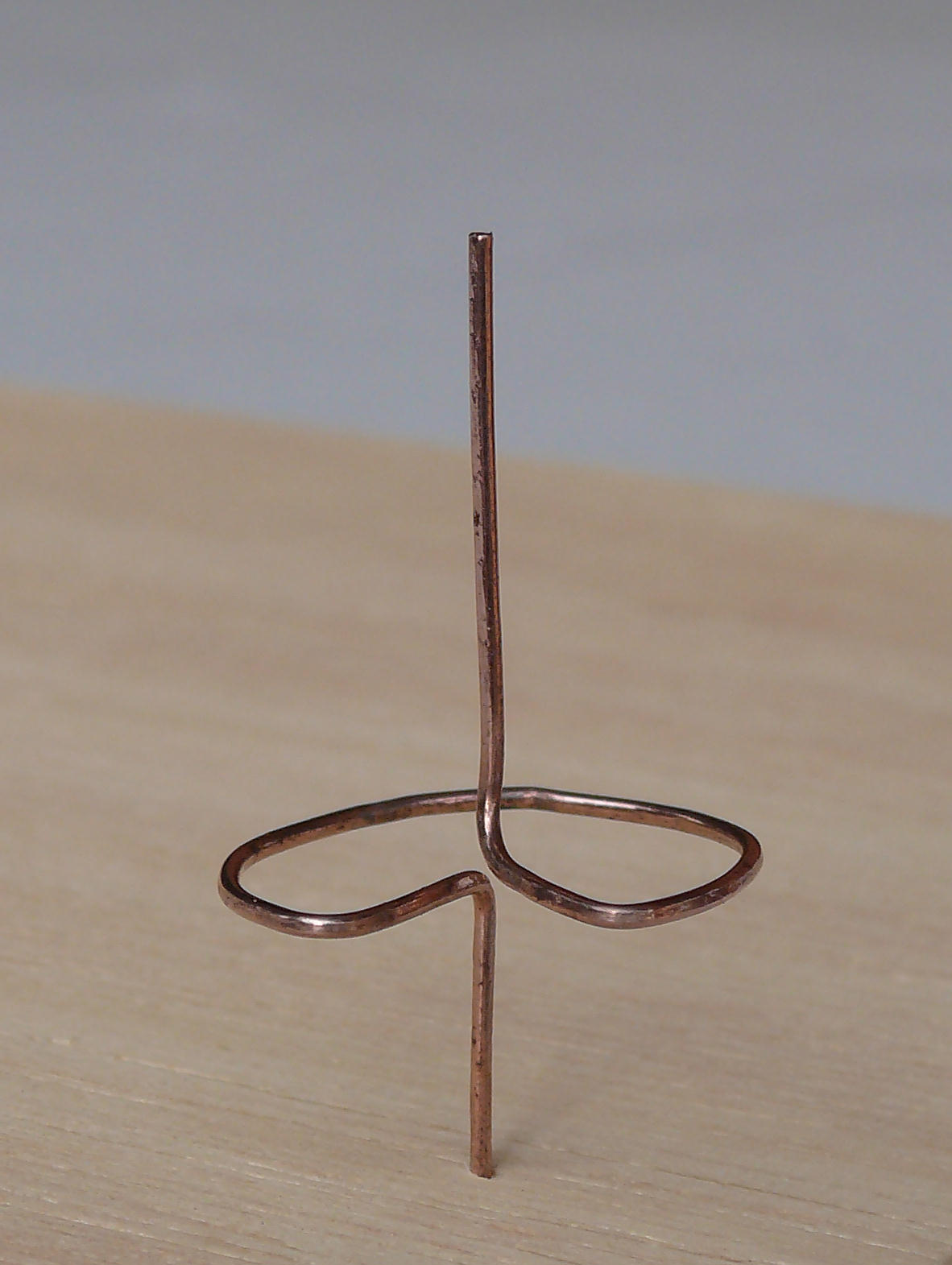
Káča z kancelářské sponky od profesora Sakaie
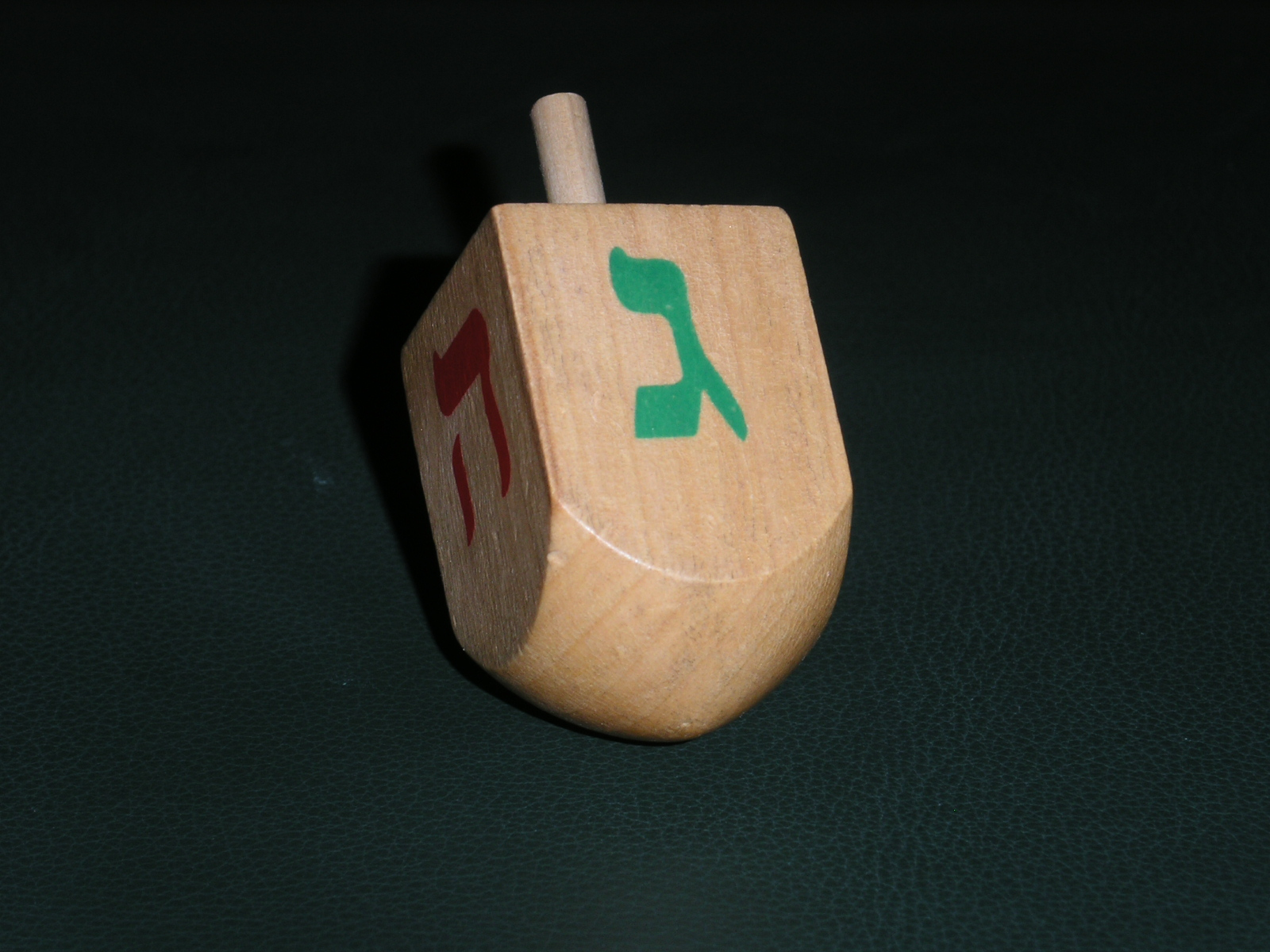
Drejdl

## Podoby a zdroj pohybu

Vířící prostá káča

- Klasická káča je necelých 10 centimetrů vysoký kužel o průměru asi 5 centimetrů. Pro roztočení se na káču navine provázek, hráč káču odhodí, přidrží konec provazu, za který se případně ještě zatáhne; rozvíjení provázku udělí káče dostatečnou rotační energii aby káča mohla zůstat rotovat na špici. Dříve se místo samostatného provázku používal bičík, káča se hodila roztočená na zem a rotace se pak bičováním posilovala.
- Káča s dříkem je pravidelné těleso ve tvaru válce nebo disku jehož středem prochází osa sloužící ve spodní části jako hrot a v horní části jako dřík – tyčka, kterou hráč mezi prsty roztočí a káču pustí na plochu. Taková káča se může točit i přes 50 minut.[2] V deskových hrách se používá hranatá káča s popsanými stěnami (podobně jako má hrací kostka), hráč ji roztočí a po ztrátě rotace, vlivem tření hrotu o podložku, káča spadne, jedna stěna zůstane nahoře a hráč přečte výsledek.
- Mechanická káča – vlček je velká mechanická káča mající na vrchu hříbkovité držadlo k mechanismu, např. se spirálovitě zkrouceným kovovým páskem, převádějícím svislý pohyb držadla dolů na rotaci. Hráč (případně s pomocí vestavěné pružiny) vrací volnoběhem držadlo do výchozí horní polohy a stlačuje opakovaně držadlo až do maximálního roztočení káči. Její točení bývá doprovázeno zvukovými nebo světelnými efekty a jde o hračku pro malé děti.

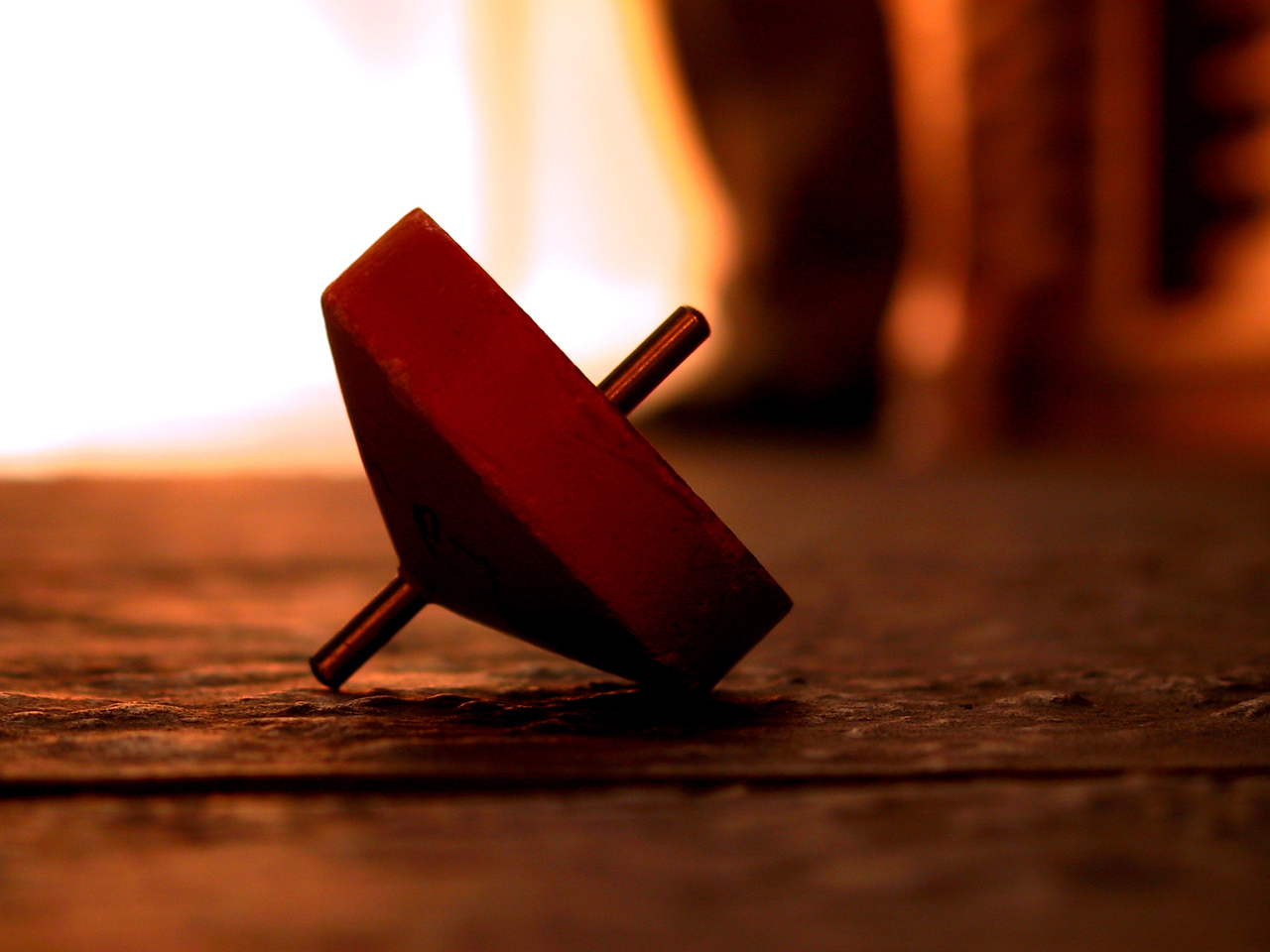
Japonská káča koma

- Japonská koma je velmi tupý kužel přecházející do válce, asi 3 centimetry vysoký a do 7 centimetrů v průměru. Středem prochází kovová osa připomínající krátký dřík, ten neslouží k roztáčení prsty ale pomáhá namotání provázku na káču. Koma se pak roztáčí jako klasická káča, rozmotáním provázku při vyhození z ruky. Koma káču prakticky nelze urychlovat, ale rozložení hmotnosti ji udržuje na hrotu i při pomalých otáčkách.
- Japonská chonkake goma je velmi zploštělý kužel připomínající disk. Průměr disku je přes 10 centimetrů, tloušťka však nepřesahuje 3 centimetry. Kovová osa nemá tvar hrotu ale kapky, směrem od káči se rozšiřuje a na konci je oblý. Goma káča se roztáčí vyhozením z ruky – hráč musí udělit dostatečnou rotaci rukou a následně urychlovat provázkem. Účelem hry s goma je udržet ji v pohybu, káča však nestojí na špici ale visí za osu na provázku, káča totiž rotuje svisle, podobně jako jojo. Malá osa nemůže vyvážit velký disk a při zpomalení káča padá z provázku. Hráč káču provázkem urychluje podobně jako lze urychlovat diabolo ale zároveň musí otáčením těla vyrovnávat pomalou vodorovnou rotaci (precesi) způsobenou nakloněností nevyvážené káči.
- Japonská beigoma je malý, těžký, silně zploštělý kužel s hranatým vrškem, roztáčený rozmotáním provázku drženým v ruce. Z beigomy se vyvinul beyblade.[3]

- Malajská gasing káča je obecně oblá, v horní části pomalu se zužující do krátkého válce, nicméně existuje více druhů tvarů, od disků po kapkovité profily. Gasing káči mohou mít až 20 centimetrů v průměru a hmotnost až 8 kg. Takto těžké káči se mohou točit více než hodinu.[4] Roztáčí se rozmotáním provázku drženým v ruce.
- Hmongský tuj lub je delší válec, ve spodní části přecházející do špice. Provázek, sloužící k roztočení káči, je připevněn k bambusové tyči.[5]

## Historie

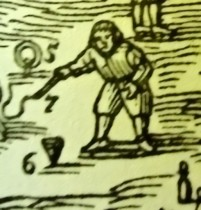
Dítě pohánějící káču(6) bičem(7), J. A. Komenský, Orbis pictus, 1658

Archeologicky jsou, jako prehistorické hračky či nástroje na principu káči, doložené na všech kontinentech s výjimkou Antarktidy. Nejstarší káča je doložená ve městě UR (kde byl nalezen i nejstarší, na obdobném principu pracující, hrnčířský kruh), datovaná do roku 3500 př. n. l. V České republice je archeologicky doložený fragment káči ze středověkého Hradce Králové.
Patrně nejstarší zaznamenaná zmínka se objevila v Homérově Iliadě (kniha XIV., verš 413.), průběžně se pak objevuje např. v řecké (Platónově Ústavě, Aristofanově Ptácích)
i římské (Vergiliova Aeneida) literatuře, později je zmíněná například v Shakespearových hrách a zobrazil ji i Komenský v Orbis pictus (CXXXVI. – Ludi pueriles, Hry dětské).
Jako hračka tedy provází děti doslova od nepaměti, ve dvacátém století však klasická káča ve střední Evropě postupně ustoupila méně náročnému mechanickému vlčku, v deskových hrách se udržela káča s dříkem a v některých hostincích v horských oblastech je od konce 19. století možné hrát Čamburinu.
Ve světě se klasická káča udržela, místy u pouličních umělců – například vrhání na vzdálený malý cíl na Tchaj-wanu – jinde v podobě soutěží – malajské házení na čas (gasing uri) – či soubojů – Hmnogské vyrážení soupeřovy tujlub káči, japonské (beigoma, beyblad) nebo malajské (gasing pangkah) vyrážení soupeřských káč z arény.

## Moderní káča
Podobně jako u joja, došlo i u káči ve dvacátém století k modernizaci. Princip setrvačníku, společný oběma těmto hračkám, a tedy i základní tvar zůstal zachovaný, zmodernizován byl hlavně hrot – místo jednoduché špičky je lehce rozšířen a teprve pak uzavřen do hrotu.
Takovýto tvar hrotu umožňuje poměrně pevné obmotání provázkem, po kterém pak, díky rotační energii, káča sama jezdí. Hrot může být navíc pomocí kuličkového ložiska izolován od rotace samotné káči, ta pak může na provázku ve vzduchu stát či viset.
Moderní sportovní káči bývají plastové, pro prodloužení doby rotace mívají v těle zátěžové kroužky.

## Moderní akrobatické káčování

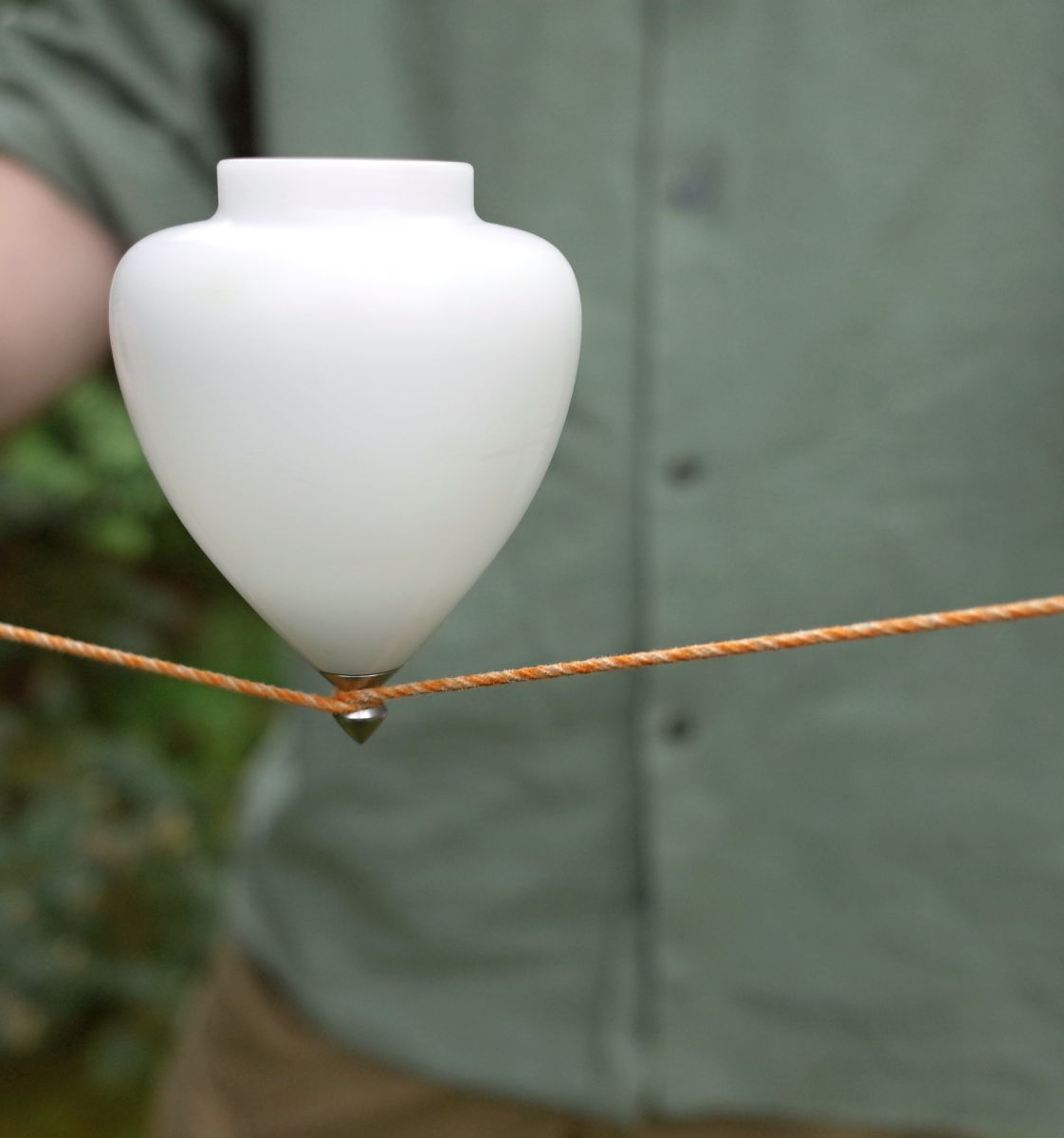
Rotující káča Giulia stojící na provázku

Základním trikem je "bumerang", vyhození namotané káči tak, aby rozmotáním provázku nabrala rotační energii a škubnutím za provázek si ji hráč nasměruje zpátky do vlastní ruky, případně na provázek nebo i na zem. Pro začátečníka je už tento trik velmi náročný na trpělivost a odhodlání, káču je zapotřebí před každým pokusem správně namotat, káču pak vypustit správným způsobem a po chycení do ruky ji udržet. Mechanika rotujícího předmětu totiž funguje jinak než předmětu statického, balancování roztočené káči probíhá obráceně než balancování tyče – pokud je káča nakloněná, musí hráč pohnout rukou opačným směrem, zdánlivě ji více podtrhnout. A naopak, je-li potřeba stojící káču naklonit, pohne hráč rukou požadovaným směrem náklonu.
Další triky se pak odvíjí podle toho, zda jde o káču s kuličkovým ložiskem, či s pevným – fixním – hrotem. U kuličkových ložisek je hráč omezen dobou rotace, ale káča může na provázku stát, káču s fixním hrotem lze urychlovat, ale káča může sama jezdit (což rychleji ubírá rotační energii). Kombinaci obou částečně umožňuje volnoběžka, jednosměrné ložisko, díky němuž káča stojí, ale je možné ji zrychlovat.

## Soutěže
Jelikož většina moderních „káčerů“ začíná napřed s yoyem a teprve potom přechází na příbuzné káčovaní, byly soutěže v káčování přidružovány k yoyo soutěžím. V rámci Yoyo Mistrovství ČR byl tedy vyhlašován i Mistr ČR v káčování, obdobně byl při Evropském Yoyo mistrovství vyhlašován mistr Evropy. V rámci lokálních yoyo soutěží bývá káča zařazována nepravidelně, což je dáno malým počtem káčerů. Obdobně byly přidruženy mistrovství světa, ale v době covidu přešly na online formu (rozhodčí hodnotí zaslaná videa). Od roku 2023 se koná paralelně online mistrovství i mistrovství naživo, jehož vítěz je pro daný rok mistr světa v káčování. Obě akce jsou již nezávislé na yoyo mistrovství.
Zpravidla soutěžící předvádí volnou sestavu – freestyle – v daném čase, anebo je hodnoceno nejlepší combo – nepřerušená série triků. Rozhodčí hodnotí náročnost i provedení triků, případně počet chyb.

### Mistři ČR
- 2006 – Jan Dvořák (Plzeň)
- 2007 – Jakub Konečný (Moravský Krumlov)
- 2009 – Jan Dvořák (Plzeň)
- 2010 – Jakub Konečný (Moravský Krumlov)
- 2011 – Jakub Konečný (Moravský Krumlov)
- 2012 – Jakub Konečný (Moravský Krumlov)
- 2013 – Jakub Konečný (Moravský Krumlov)
- 2014 – Daniel Konečný (Moravský Krumlov)

### Mistři Evropy
- 2010 – Jan Dvořák (ČR)
- 2011 – Jakub Konečný (ČR)
- 2012 – Jakub Konečný (ČR)
- 2013 – Daniel Konečný (ČR)
- 2014 – Daniel Konečný (ČR)
- 2015 – Jakub Konečný (ČR)
- 2016 – Daniel Konečný (ČR)
- 2017 – Daniel Konečný (ČR)

## Videa káčování
- Navinutí káči
- Most
- Zdvih do ruky
- Volná sestava